# Gedenkmonument Constantijn Huygens
Het gedenkmonument Constantijn Huygens werd in 1897 opgericht in Scheveningen.

## Achtergrond
In juni 1895 deed dr. Jacob Verdam in de algemene vergadering van de Maatschappij der Nederlandse Letterkunde een voorstel om ter gelegenheid van de driehonderdste geboortedag van Constantijn Huygens in 1896 een gedenkteken op te richten. Er werd een comité gevormd onder voorzitterschap van Tweede Kamerlid mr. W.H. de Beaufort. Leden van de bijna dertig man sterke commissie waren onder anderen dr. Nicolaas Beets, Abraham Bredius, Jozef Israëls en Hendrik Willem Mesdag.
Het drie meter hoge gedenkteken werd ontworpen door de in Den Haag werkzame beeldhouwer Arend Odé. Hij maakte een buste van Huygens, die in brons werd gegoten bij Petermann in Sint-Gillis. Pas in mei 1897 werd het fundament voor het gedenkteken gelegd en op 4 september 1897, Huygens' geboortedag, kon het worden onthuld. De Beaufort, die inmiddels minister van Buitenlandse Zaken was geworden, hield een rede, waarna het monument werd overgedragen aan het gemeentebestuur van Den Haag. Professor Verdam gaf vervolgens een voordracht over Huygens.
Het beeld was aanvankelijk geplaatst in de Scheveningse Bosjes in de buurt van de Ver Huellweg. Tijdens de Tweede Wereldoorlog werd het verwijderd en in 1953 op de huidige locatie herplaatst. Het gedenkteken staat bij de kruising van de Ary van der Spuyweg en de door Huygens ontworpen Scheveningseweg.

## Beschrijving

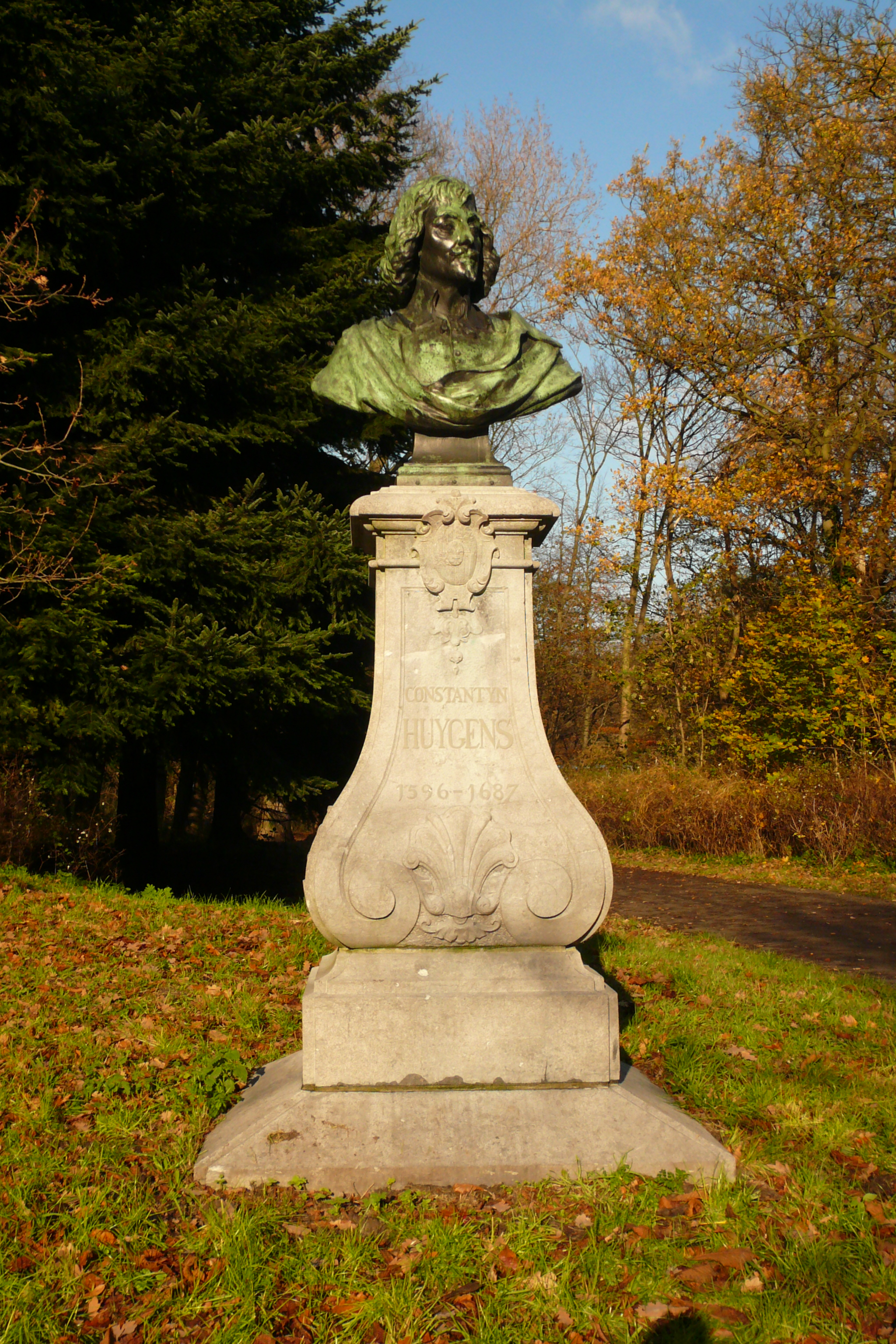
Vooraanzicht

Het gedenkteken bestaat uit een buste van Huygens, die zijn hoofd enigszins heeft gedraaid en een mantel losjes over de schouder heeft hangen. De buste is geplaatst op een neobarokke, hardstenen sokkel, waarop in een cartouche Huygens' familiewapen is aangebracht. Daaronder een gebouchardeerd veld met in reliëf de tekst: 

CONSTANTYN
HUYGENS
1596-1687

### Monumentenstatus
Het gedenkteken is een gemeentelijk monument, het heeft "algemeen belang voor de gemeente Den Haag vanwege kunsthistorische waarde. Historische waarde ontleent het aan zijn functie als gedenkteken voor Constantijn Huygens."

## Andere gedenktekens
Op 4 september 1896 werd op initiatief van de vereniging 'Die Haghe' een gedenksteen geplaatst in het hotel Royal aan het Lange Voorhout 44 in Den Haag, waar Huygens heeft gewoond. Een nationaal monument, ter herinnering aan Constantijn en zijn zoon Christiaan Huygens, werd in 1996 in Voorburg geplaatst. Het werd gemaakt door Hans Bayens.